# Alejo Calatayud

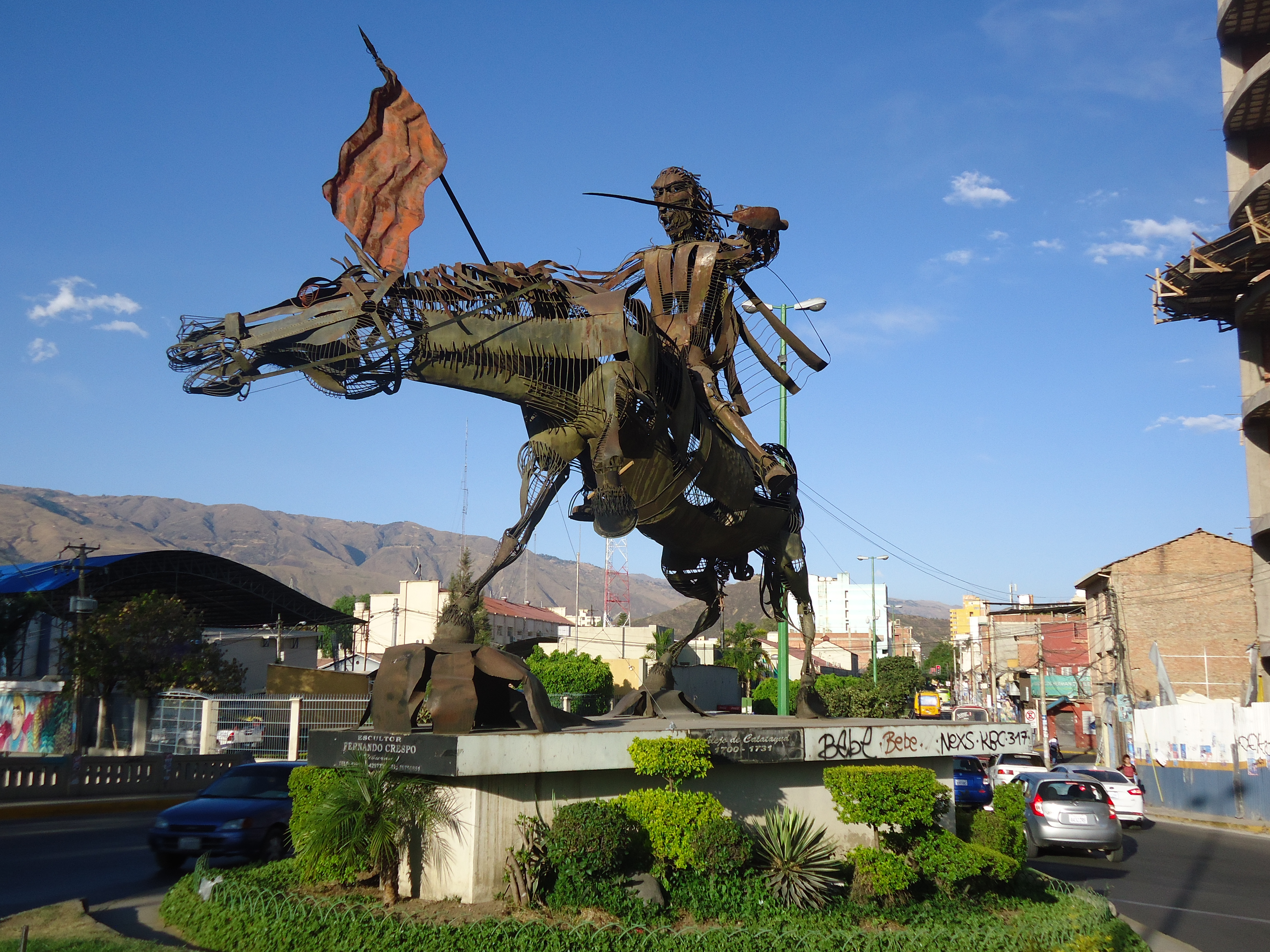
Escultura que representa a Alejo Calatayud (c.1707-1731) en el Puente a Quillacollo.

Alejo Calatayud (Villa Real de Oropesa, c. 1705–Cochabamba, 31 de enero de 1731) fue un platero mestizo del virreinato del Perú. Hijo de Juan Calatayud y Agustina Espíndola Prado, y casado con Teresa Ramona Zambrana Villalobos, en 1730 Calatayud lideró una violenta rebelión, y se convirtió en héroe local entre las masas plebeyas de la provincia de Cochabamba.

## Biografía
Calatayud pertenecía al sector de mestizos que tenían acceso a la educación, y era miembro del círculo de plateros y artesanos. Era dueño de un taller de filigrana, afamado dentro de la creciente urbe cochabambina. La posición de creación de joyas le ponía en posición de entablar relación con casi todos los estratos sociales. Era por consiguiente, conocedor tanto del idioma quechua como del castellano. El 1 de diciembre de 1730 lideró una rebelión en Oropesa, en respuesta a los rumores que un juez revistador llamado Manuel Venero de Velaro había sido enviado por el virrey José de Armendáriz para asegurarse que los mestizos pagaran los mismos impuestos punitivos que la población indígena. Calatayud tenía veinticinco años para entonces. La revuelta unió a mestizos e indígenas, y se diseminó por toda la provincia de Cochabamba. La capital provincial fue rodeada y tomada por las fuerzas de Calatayud.
La rebelión de 1730 se caracterizó por ser una intersección de conflictos de clase y étnicos. En la ciudad de Cochabamba, los rebeldes saquearon tiendas y viviendas, y mataron a 39 españoles. Sin embargo, una vez que un grupo de clérigos salió a las calles con el sacramento los rebeldes detuvieron el derramamiento de sangre. Dos representantes de la élite criolla fueron elegidos como magistrados. A causa de la dispersión y pobre organización de la insurgencia, ésta no pudo hacer frente al contraataque organizado por la élite criolla (conducido por los magistrados de Cochabamba). Una fuerza militar conducida por el corregidor Francisco Rodríguez Carrasco capturó y decapitó en su celda a Calatayud el 31 de enero de 1731, enviando su cabeza a la Real Audiencia de Charcas.
La revuelta de Calatayud fue importante para el desarrollo de ideas políticas en la provincia, y se considera como el punto de inicio de una serie de protestas y rebeliones en todo el virreinato del Perú, que duraron cerca de medio siglo.